# 索尔·马丁内斯
索尔·马丁内斯（Saul Martínez，1976年1月29日—），出生于洪都拉斯克隆，是洪都拉斯职业足球运动员，现效力于洪都拉斯国内的马拉松足球俱乐部。

## 职业生涯

### 俱乐部
在2002年2月12日的香港贺岁杯赛上马丁内斯所代表的洪都拉斯以5:1击败了扎霍维奇领衔的斯洛文尼亚，比赛中马丁内斯独中4球，表现及其枪眼。赛后上海申花以上百万美元的转会费迅速签下其，在上海申花队期间，马丁内斯利用其良好速度优势和对抗能力多次为申花队摧城拔寨，成为申花队进攻线上的核心球员，是2003年申花队夺得联赛冠军的功臣之一并且荣登末代甲A最佳射手。
2003赛季后，取得甲A「射手王」后马丁内斯受到了包括意甲球队乌迪内斯以及多支日本球会的关注。
2004年5月15日，中超元年的大幕正式拉开，上海申花在主场迎战山东鲁能。马丁内斯开场3分钟就打进一球，成为中超历史上首位进球者。
2006年上海申花以40万美元的底价将马丁内斯转会去日本J联赛球队大宫松鼠，但马丁并没有融入大宫松鼠队中，很快被球队解约。之后其加盟了另一支上海中超球队上海联城，赛季末返回了洪都拉斯国内联赛球队莫塔瓜。2007赛季马丁内斯再次被重组的上海申花以租借的形式招入帐下。2008赛季马丁内斯转会哥斯达黎加联赛的SC埃雷迪亚诺。

### 国家队
马丁内斯20余次代表洪都拉斯国家队参赛，除了2002年贺岁杯的表现外，在2003年与阿根廷国家足球队的友谊赛中，索尔也攻入一球，并且多次代表国家队参加和足球强国，例如巴西，阿根廷，丹麦和日本队的比赛。

## 家庭
索尔和他的妻子Roxana于2005年9月在美国迈阿密结婚。